# Győri Történelmi és Régészeti Füzetek
Győri Történelmi és Régészeti Füzetek, Győr, 1861-1869: az első hazai történelmi és régészeti folyóirat. Szerkesztői Ráth Károly és Rómer Flóris.
Összesen négy 4 kötete jelent meg (16 füzetben) (1861, 1863, 1865, 1869). Megjelenését Simor János győri püspök támogatta. Sauervein Géza nyomdájában nyomták. Szerzői között találhatjuk (Ráth és Rómer mellett) Fraknói Vilmost, Páur Ivánt, Henszlmann Imrét és Kubinyi Ferencet.
A folyóirat modern szellemiséget képviselt. "Eddig a magyar nemzet történelme egyedül a királyok történelméből állt; ezek törvényei- viszontagságai- háborúi- családi viszonyaival be volt fejezve a magyarok történelme is. A nép életével, kifejlődésével, tudományok- és művészetekbeni előhaladásával, polgári és erkölcsi állapotával nem sokat törődtünk, bár krónikáink és okmányaink erre nézve töménytelen anyagot foglalnak." - írja Rómer a boszorkánypereket tárgyaló cikkének bevezetőjében.